# Clidemia heterophylla
Clidemia heterophylla là một loài thực vật có hoa trong họ Mua. Loài này được (Desr.) Gleason mô tả khoa học đầu tiên năm 1931.